# Kerri-Ann Jones

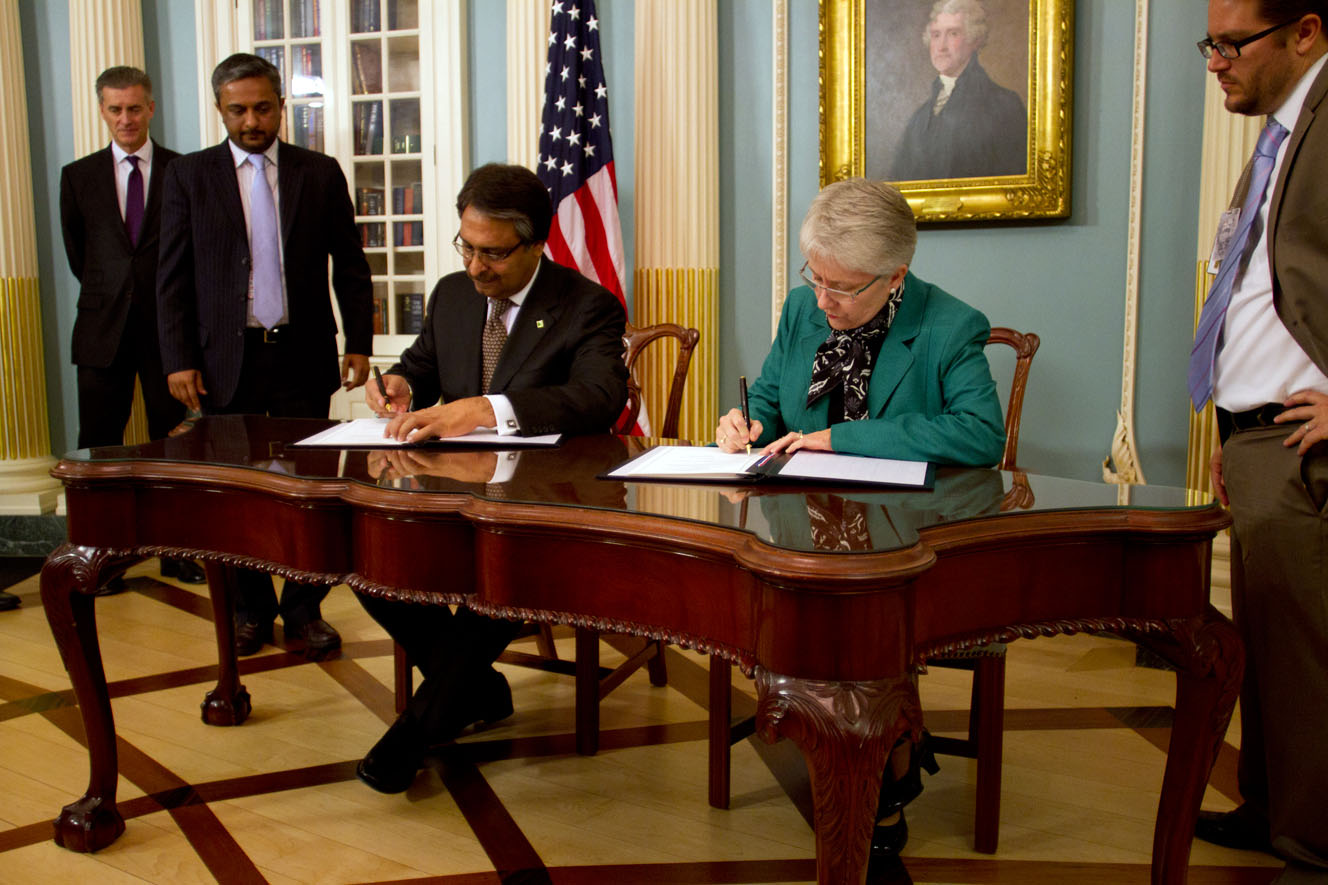
Assistant Secretary Jones und der pakistanische Außenminister Jilani unterzeichnen ein erweitertes Abkommen über Wissenschaft und Technologie

Kerri-Ann Jones ist eine US-amerikanische Regierungsbeamtin. Sie ist ehemalige stellvertretende Staatssekretärin (Assistant Secretary of State) für Ozeane und internationale Umwelt- und Wissenschaftsangelegenheiten im Außenministerium der Vereinigten Staaten. Jones wurde von Präsident Barack Obama im Juni 2009 nominiert und am 20. August desselben Jahres vereidigt. Außerdem war sie Vizepräsidentin für Forschung und Wissenschaft der Non-Profit-Organisation The Pew Charitable Trusts.

## Biografie

### Ausbildung
Kerri-Ann Jones erwarb 1975 einen Bachelor-Abschluss in Chemie am Barnard College der Columbia University. Nach ihrem Abschluss arbeitete sie als Forschungsassistentin im Bereich Immunologie und Entwicklungsbiologie an der Rockefeller University. Sie promovierte 1985 an der Abteilung für Molekularbiophysik und Biochemie der Yale University, wo sie mit Hilfe der kernmagnetischen Resonanz die Auswirkungen von Stress auf den Stoffwechsel und die Genexpression untersuchte.

### Karriere
1985 erhielt Jones ein Stipendium für Wissenschaft, Technik und Diplomatie von der American Association for the Advancement of Science, das sie in das Büro für Wissenschaft und Technologie der US-Behörde für internationale Entwicklung (USAID) brachte. Anschließend verbrachte sie ein Jahr in Neu-Delhi, Indien, als Beraterin für Biotechnologie bei der dortigen US-Behörde für internationale Entwicklung.
Nach ihrer Rückkehr in die Vereinigten Staaten arbeitete Jones kurz beim Fogarty International Center der National Institutes of Health. Danach wechselte sie zur USAID (1988–1995), wo sie in technischen und Managementpositionen in den Büros für Wissenschaft und Technologie sowie für Asien und den Nahen Osten tätig war. Sie leitete die Abteilung für technische Ressourcen, wo sie für ein Portfolio verantwortlich war, das Politik und Programme in den Bereichen Wissenschaft und Technologie, Landwirtschaft, Gesundheit, Bildung und Umwelt umfasste. Ferner konzipierte und leitete sie die US-Partnerschaft für Bildung im asiatisch-pazifischen Wirtschaftsraum (APEC), den ersten großen Beitrag der USA zur APEC. Sie war maßgeblich an der ursprünglichen Gestaltung der amerikanisch-asiatischen Umweltpartnerschaft beteiligt.
1996 ernannte US-Präsident Bill Clinton Jones zur stellvertretenden Direktorin des Office of Science and Technology Policy. Nach der Bestätigung durch den Senat der Vereinigten Staaten bekleidete sie dieses Amt bis 1999. Außerdem war sie im Nationalen Sicherheitsrat als leitende Direktorin für Wissenschafts- und Technologieangelegenheiten tätig. Im Jahr 2000 wurde sie Direktorin des Experimental Program to Stimulate Competitive Research (EPSCOR) in Maine, einem von mehreren Bundesbehörden, darunter die National Science Foundation (NSF) und die NIH, unterstützten Förderprogramm. Im Jahr 2002 wechselte sie zur National Science Foundation als Direktorin des Office of International Science and Engineering. Sie verließ diesen Posten im Jahr 2005, um als unabhängige Beraterin in Maine zu arbeiten.
In ihrer Funktion als stellvertretende Staatssekretärin (Assistant Secretary of State for Oceans and International Environmental and Scientific Affairs) war Jones auch Ko-Vorsitzende der Lenkungsgruppe für die F&E-Partnerschaft zwischen den USA und Irland.